# Освіта в Кропивницькому

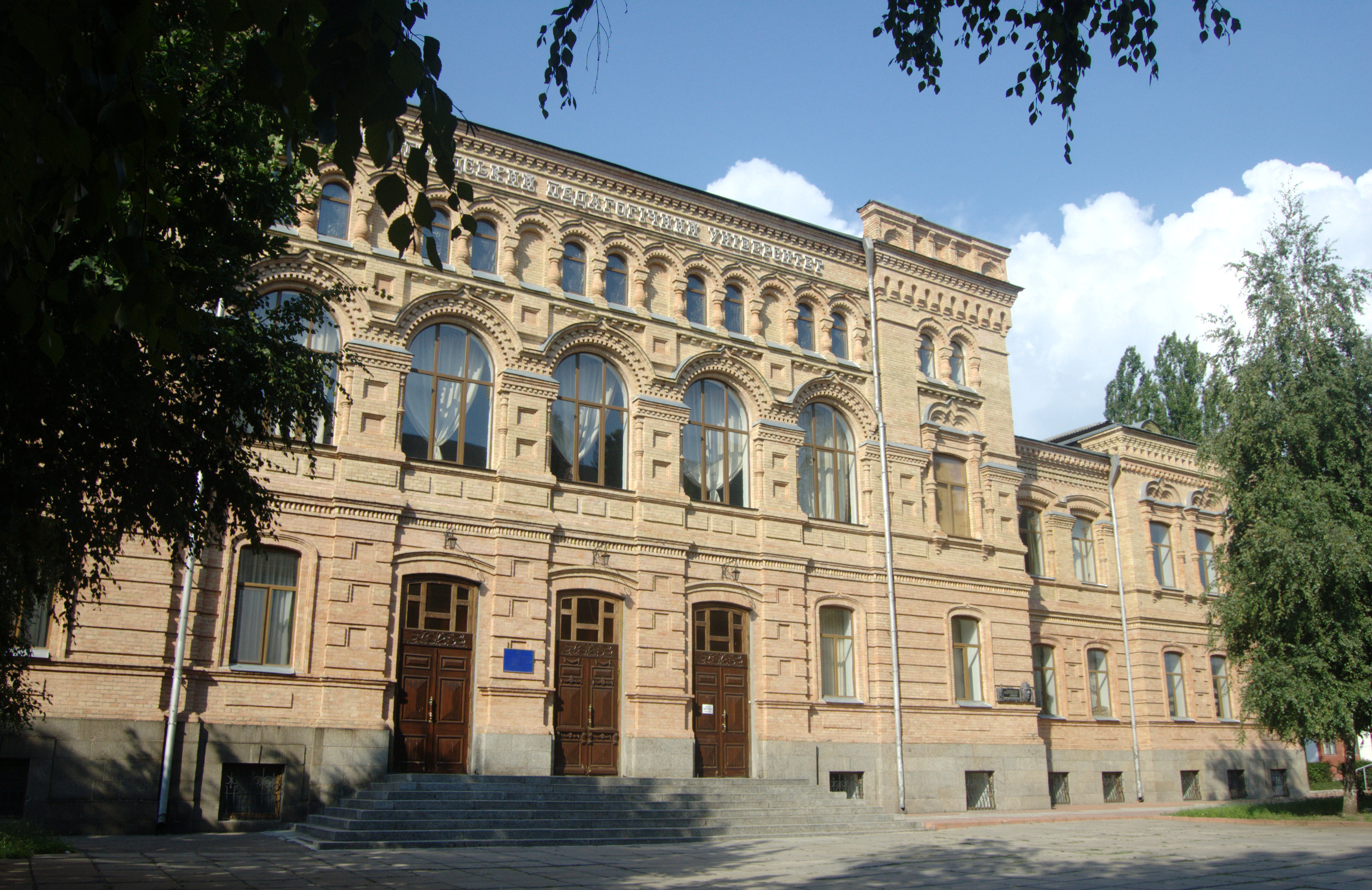
Центральний корпус ЦДПУ ім. В. Винниченка (приміщення колишньої жіночої гімназії)

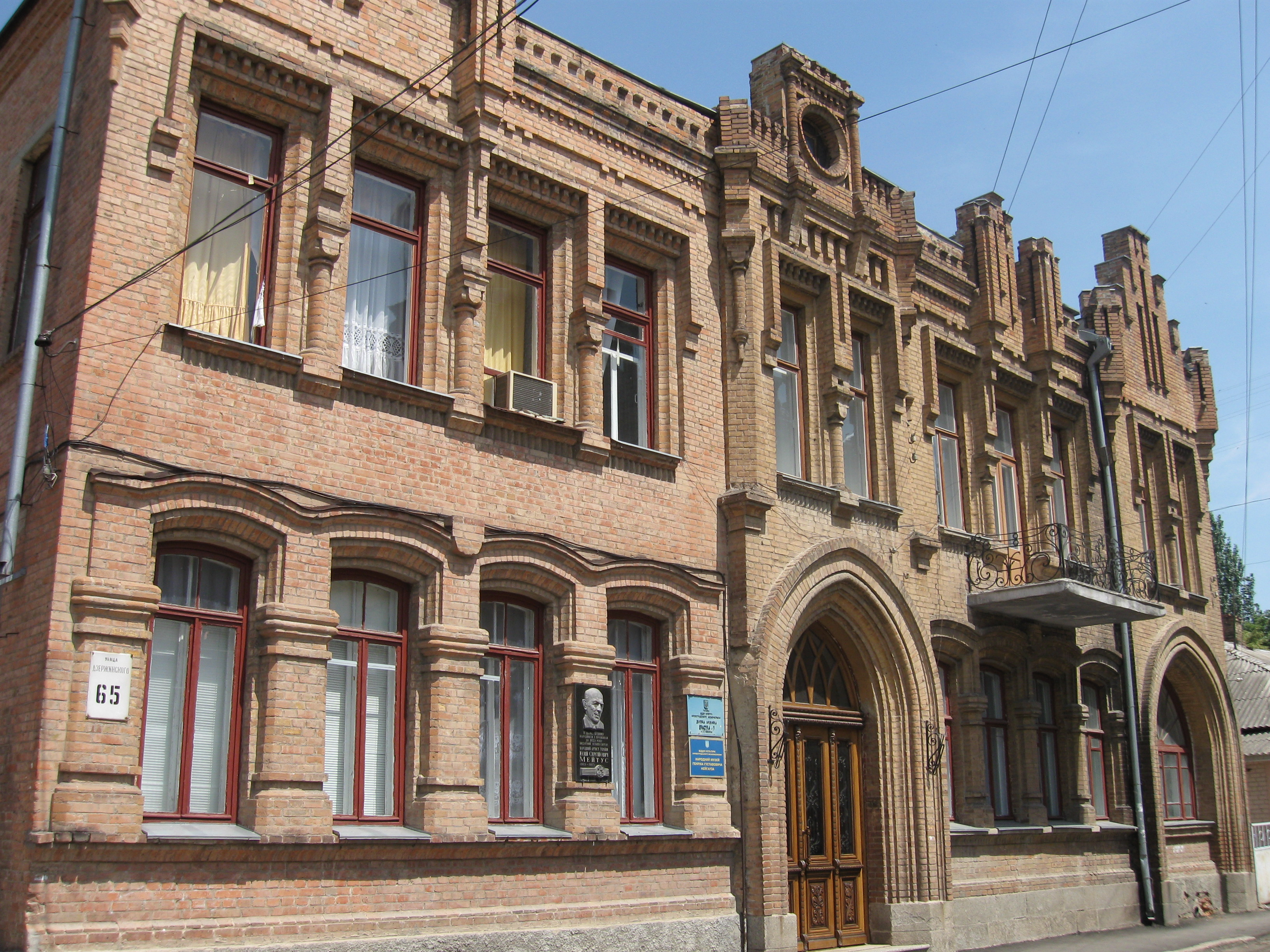
У цьому історичному будинку по вул. Чміленка, 65 розміщена Перша міська музична школа і музей Г. Нейгауза

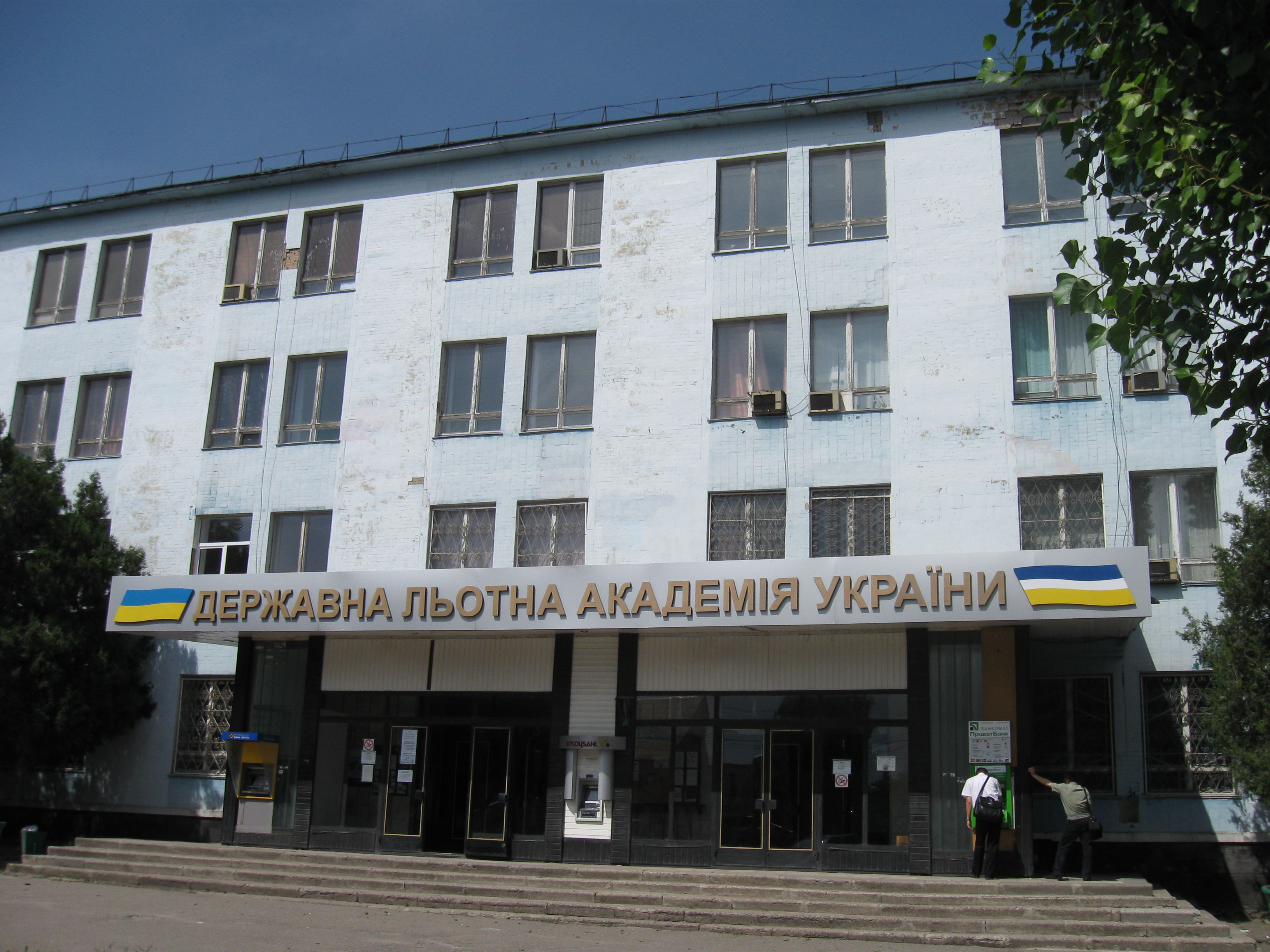
Державна льотна академія України

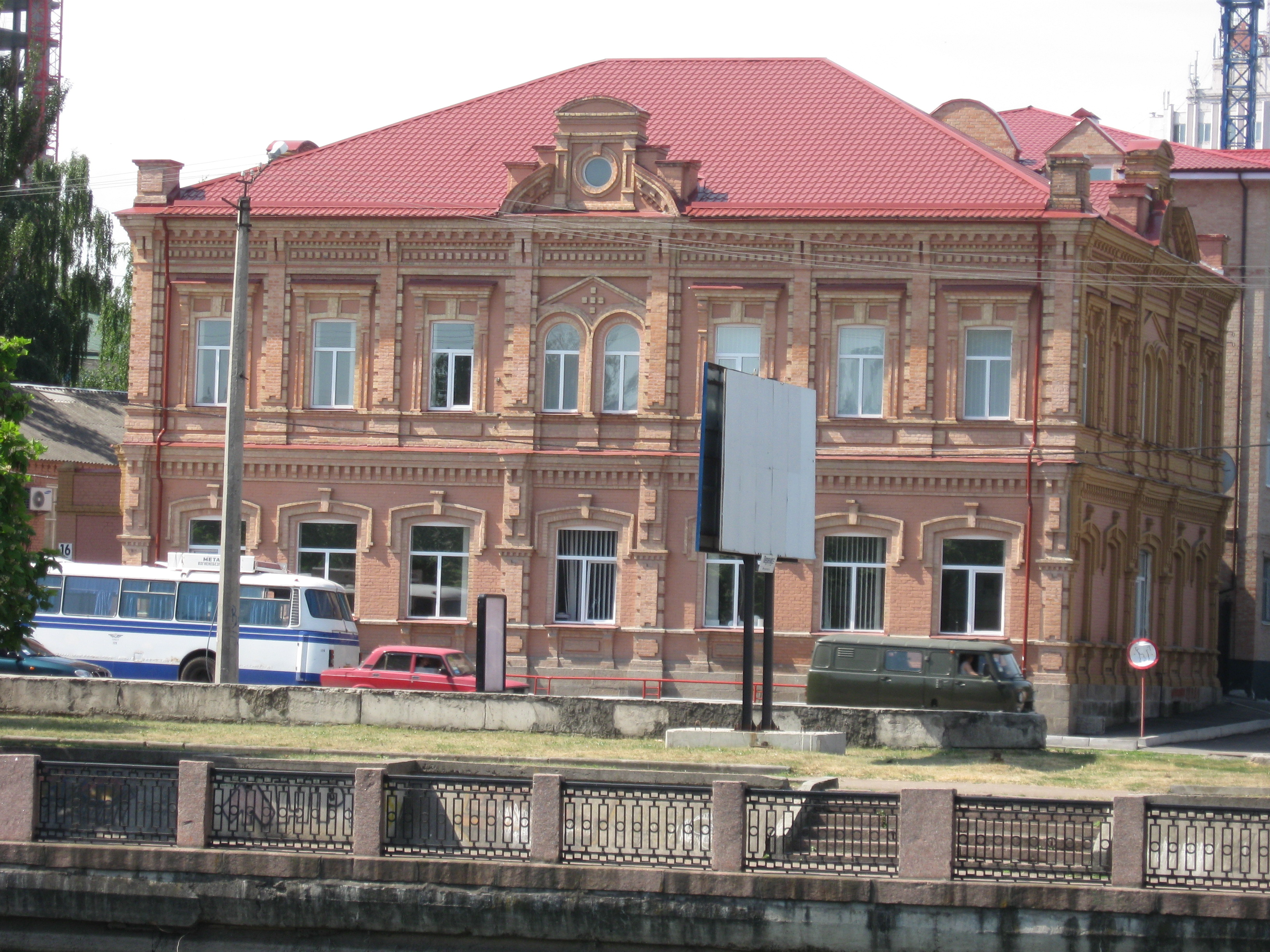
Кропивницький факультет КНУКіМ

Стаття «Освіта в Кропивницькому» присвячена розвитку освітньої галузі та освітнім закладам обласного центра міста Кропивницький.

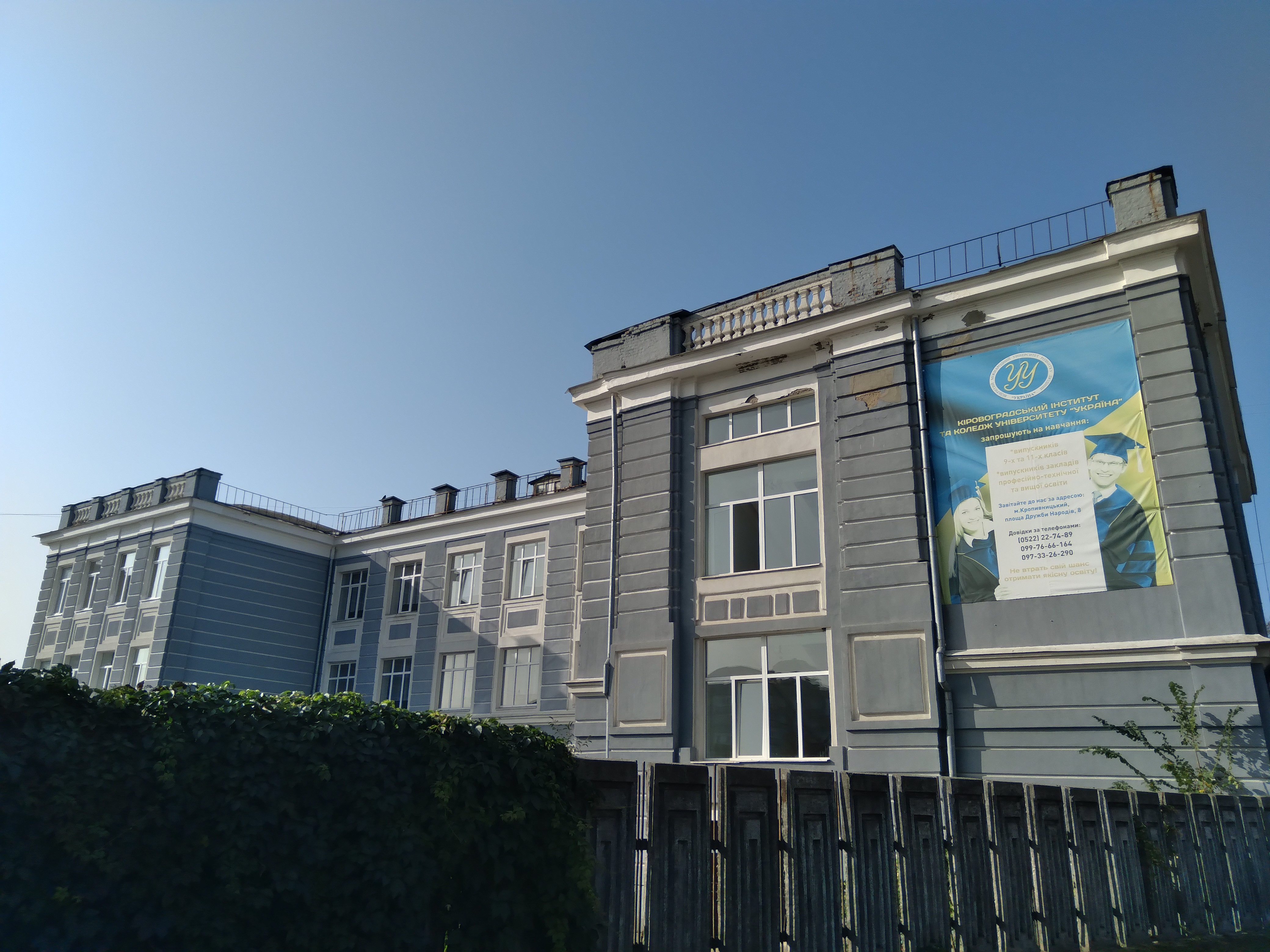
Центральноукраїнський інститут розвитку людини

## З історії
Першу школу (для дітей військових офіцерів) у Кропивницькому (тодішньому Єлисаветграді) було відкрито в 1763 році. Наприкінці XVIII століття у ній навчалося 53 учні. 
У 1861 році в місті налічувалося, крім приватних пансіонів, вісім навчальних закладів — у них працювало близько 40 вчителів і навчалося понад 700 учнів. 
Велике значення для Кропивницького та й України в цілому мали Єлисаветградська чоловіча гімназія та Єлисаветградське земське реальне училище, ставши alma mater для цілої плеяди діячів культури і громадського життя.

## Дошкільна, шкільна і позашкільна освіта на сучасному етапі
На сучасному етапі (кінець 2000-х років) у Кропивницькому 40 закладів дошкільної освіти і 42 загальноосвітніх закладів середньої освіти, в тому числі з числа останніх створених, переважно на базі ЗОШ, декілька гімназій (Гімназія нових технологій навчання), навчально-виховних комплексів і об'єднань, комунальний заклад «Педагогічний ліцей», а також вечірня загальноосвітня школа №38 та загальноосвітня школа-інтернат І–ІІІ ступенів з утриманням дітей-сиріт та класами для дітей зі зниженим зором, 3 спецшколи.   
Позашкільну освіту в місті здійснюють такі комунальні заклади:
- Будинок вчителя;
- Школа естетичного виховання «В гостях у казки»;
- Центр дитячої та юнацької творчості «Центр-Юність»;
- Кропивницька міська станція юних техніків;
- Будинок дитячої та юнацької творчості;
- Міський центр науково-технічної творчості учнівської молоді «Каскад»[2].

Діють 4 музичні школи і розгалужена мережа закладів фізичної культури та спорту для дітей і молоді.

## Вища освіта в сучасному Кропивницькому
Вищу освіту в місті Кропивницький можна здобути в 14 вищих навчальних закладах різного профілю, з яких 6 мають ІІІ–IV рівні акредитації (по 3 державних і приватних), решта 8 — І–ІІ рівні акредитації (лише один з них є приватним), а також у численних філіях (структурних підрозділах) вищих навчальних закладів України, розташованих у інших містах держави. 
Вищі навчальні заклади ІІІ–IV рівнів акредитації:
Контингент студентів вищих навчальних закладів III—IV рівнів акредитації у Кропивницькому становить 20,5 тисячі осіб (2000-ні роки).
державні:
- Центральноукраїнський національний технічний університет (ЦНТУ)[6] — просп. Університетський, 8; надає освіту за спеціальностями: бухгалтерський облік, економіка підприємства, обробка матеріалів на верстатах і автоматичних лініях, інструментальне виробництво, обслуговування верстатів з програмним управлінням і робототехнічних комплексів, обслуговування та ремонт автомобілів і двигунів, обслуговування комп'ютерних та інтелектуальних систем та мереж;
- Центральноукраїнський державний педагогічний університет імені Володимира Винниченка[7] — вул. Шевченка, 1;
- Кропивницька льотна академія — вул. Добровольського, 1, м. Кропивницький-25005.

недержавні:
- Кіровоградський інститут регіонального управління та економіки — вул. Полтавська, 40, м. Кропивницький-25006;
- Економіко-технологічний інститут імені Роберта Ельворті — вул. Шевченка, 21/27, м. Кропивницький-25006;
- Соціально-педагогічний інститут «Педакадемія» — вул. Шевченка, 32/34, м. Кропивницький-25006.

Вищі навчальні заклади І–ІІ рівнів акредитації:
Контингент студентів вищих навчальних закладів І—ІІ рівнів акредитації в цілому в Кіровоградській області станом на початок 2004/2005 навчального року становить 12,5 тисячі осіб.
державні:
- Кіровоградський машинобудівний коледж Центральноукраїнського національного технічного університету;
- Кіровоградський комерційний технікум;
- Кіровоградський медичний коледж імені Є. Й. Мухіна;
- Кіровоградський будівельний коледж;
- Кіровоградський кібернетико-технічний коледж;
- Кіровоградський коледж статистики;
- Кропивницький музичний фаховий коледж;
- Кропивницький аграрний фаховий коледж.

недержавний:
- Кіровоградський коледж економіки і права імені М. П. Сая
- Кропивницький інститут державного та муніципального управління Класичного приватного університету

Структурні підрозділи вищих навчальних закладів України, які надають освітні послуги у Кропивницькому
(як державних, так і приватної форми власності):
відокремлені:
- Кропивницький юридичний інститут Національного університету внутрішніх справ[8];
- Кропивницька філія Відкритого міжнародного університету розвитку людини «Україна»;
- Кропивницька філія Міжрегіональної академії управління персоналом;
- Факультет менеджменту туризму Київського інституту туризму, економіки і права у місті Кропивницький;
- Кропивницький факультет Київського національного університету культури і мистецтв (КНУКіМ).

невідокремлені:
- Кропивницький навчально-консультативний пункт Національного аерокосмічного університету «Харківський авіаційний інститут»;
- Кропивницький навчально-консультативний пункт Київського юридичного інституту МНС України[5].
- Центральноукраїнський інститут розвитку людини

Профтехнічні навчальні заклади:
- Кропивницький професійний ліцей сфери послуг

## Виноски
1. ↑  Інформація про місто Кропивницький [Архівовано 15 грудня 2013 у Wayback Machine.] на офіційному сайті Кіровоградської міської ради
2. 1 2  розділ освіта [Архівовано 26 червня 2009 у Wayback Machine.] на офіційному вебсайті Кіровоградської міської ради
3. ↑  Музичні школи Кіровограда [Архівовано 18 травня 2011 у Wayback Machine.] на Офіційний вебсайт Кіровоградської міської ради
4. ↑  Мережа закладів фізичної культури та спорту м. Кіровограда [Архівовано 14 лютого 2010 у Wayback Machine.] на Офіційний вебсайт Кіровоградської міської ради
5. 1 2 3 4  Навчання у вищих навчальних закладах Кіровоградської області [Архівовано 27 березня 2009 у Wayback Machine.] на Офіційний сайт Управління освіти і науки  Кіровоградської державної обласної адміністрації [Архівовано 1 січня 2010 у Wayback Machine.]
6. ↑  Офіційна вебсторінка Центральноукраїнського національного технічного університету (сайт у стані розробки/переробки !). Архів оригіналу за 28 квітня 2007. Процитовано 31 березня 2010.
7. ↑  Офіційна вебсторінка Центральноукраїнського державного педагогічного університету імені Володимира Винниченка
8. ↑  Вебсайт Кіровоградського юридичного інституту Національного університету внутрішніх справ. Архів оригіналу за 27 вересня 2008. Процитовано 31 березня 2010.